# Jaime Giordano
Jaime Giordano Mirschwa (1937, Chile - San Juan, Puerto Rico 2015) fue un poeta chileno formado en la Universidad de Concepción,en donde llegó a ser profesor de literatura  (1959-1966), y sucesivamente en los Estados Unidos, en la Universidad Estatal de Nueva York de Stony Brook (1966-1990) y la Universidad Estatal de Ohio (1990-1999).Últimamente fue profesor visitante en Costa Rica (2002-2006). Fue también dramaturgo.  

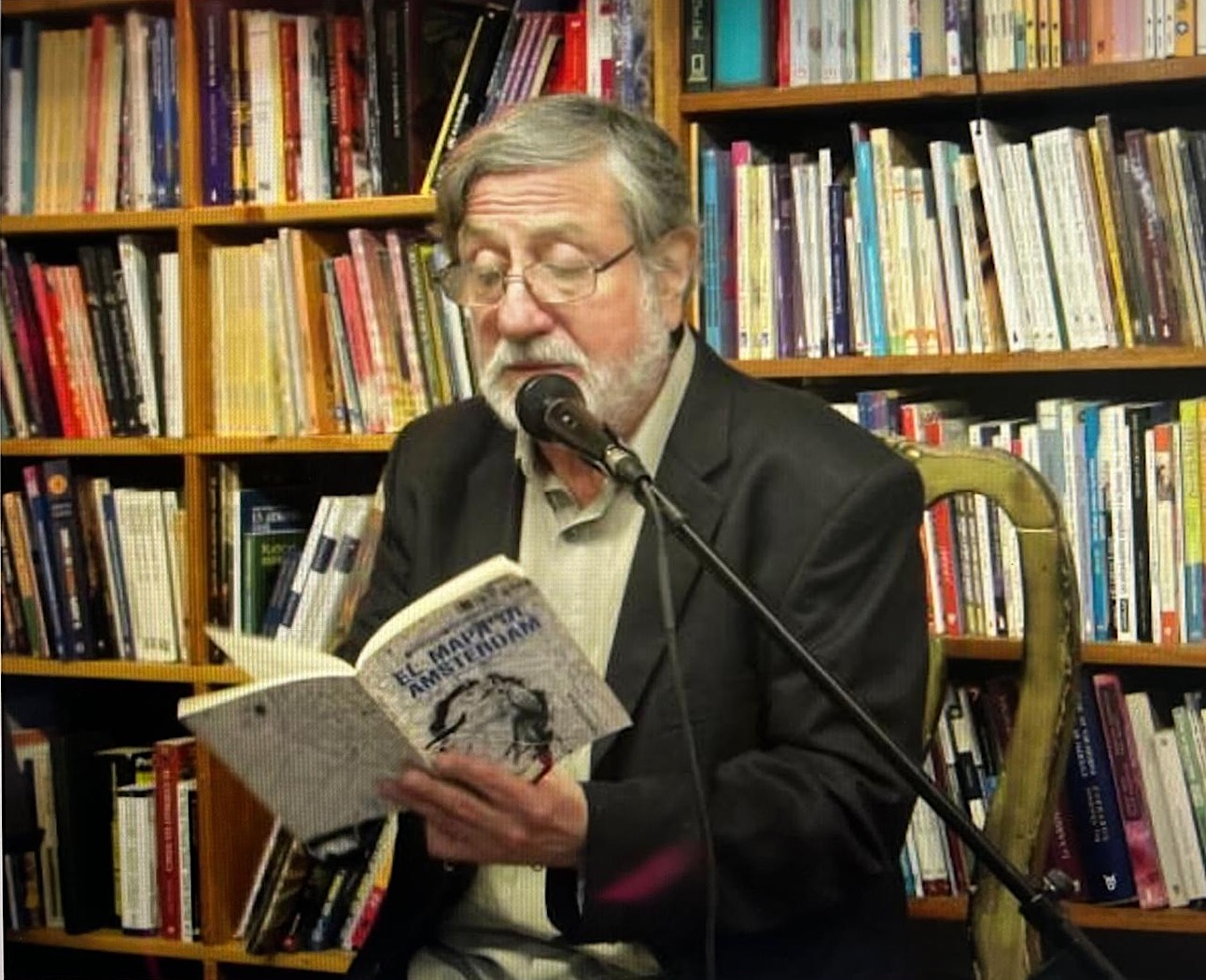
Jaime Giordano Mirschwa (1937-2015)

Jaime Giordano ha sido descrito en ámbitos académicos como «un extraordinario critico de la literatura hispanoamericana», que fue la disciplina de su especialidad.
En 1972 recibió el Premio Municipal de Literatura de Santiago por su obra La edad del ensueño.Otras obras  de ensayística son La edad de la náusea (1985) y Dioses y antidioses (1987). 
En su obra editorial se encuentra la fundación de Maitén, publicación literaria en diversos formatos a través del tiempo y destinada a dar cobijo a la producción de jóvenes escritores. La publicación, iniciada por Giordano en sus años en la Universidad de Concepción, se extingue en 2015 en San José de Costa Rica, habiendo tenido una vigencia de 50 años.        
Familia. Hijo de Lucio Anibal Giordano Cavagnino y Viola Luisa Enriqueta Mirschwa Campos.        

## Otras obras
- Sueños del Sur. Poesía en Concepción y la Región del Bío-Bío hasta 2000 (2001)[9][10]
- La edad de la náusea. Sobre narrativa hispanoamericana contemporánea (1985)[11]
- Reunión bajo las mismas banderas (1985)[12]
- Dioses y antidioses. Ensayos críticos sobre poesía hispanoamericana (1987)[13]
- El vuelo de las gaviotas (2011)[14]
- Poetas penquistas. Poesía en Concepción y en la Región del Bío-Bío. (2011)[15]
- Antes de ser sombra (2012)[16]
- Detrás de los árboles: Crónica dramática en tres actos (coautor, 1985)[17]
- Censura, auto-autorización y competencia ideológica en la literatura chilena de los últimos años[18]